# Allen Telescope Array
Антенная решётка Аллена (The Allen Telescope Array, ATA) — совместный проект Института SETI и радиоастрономической лаборатории Калифорнийского университета в Беркли.

## История
Телескоп представляет собой решётку из 42 спутниковых антенн-тарелок (планируется, что в будущем их количество достигнет 350) диаметром 6 м каждая. Такая решетка работает как телескоп с антенной диаметром 100 м. Allen Telescope Array находится в завершающей стадии постройки и расположен в обсерватории Hat Creek Observatory в 470 км к северо-востоку от Сан-Франциско.
До апреля 2011 года комплекс круглосуточно занимался радиоастрономическим наблюдением нашей и других галактик, вспышек гамма-излучений с целью поиска радиосигналов инопланетян. Для этого ATA обследовал 100 тысяч или даже миллион окрестных звёзд, мог охватить миллиард каналов с частотой от 0,5 до 11,2 ГГц, однако даже этот диапазон — капля в море возможных радиочастот.
В том что такие сигналы будут найдены, ведущий астроном проекта Сет Шостак практически не сомневается. Правда, он не рассчитывает на то, что удастся найти таких трогательных существ, каким был инопланетянин в одноимённом фильме Спилберга. Кроме того, Шостак считает, что ближайшие к нам разумные существа живут на расстоянии нескольких (или даже многих) световых лет, так что в ближайшем будущем встреча двух миров нереальна. Придётся ограничиться радиосвязью. Хотя не исключено и то, что у другой разумной цивилизации будут в наличии технологии, позволяющие преодолеть такое расстояние.

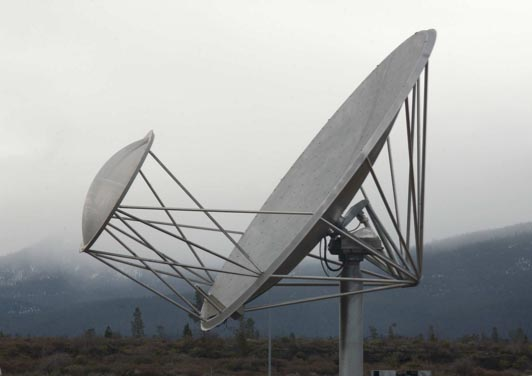
Одна из составляющих комплекс антенн

Данный проект первоначально назывался 1hT (One Hectare Telescope), но впоследствии был переименован в честь одного из основателей компании Майкрософт — Пола Аллена, который финансово поддержал строительство первого и второго этапов комплекса (42 антенны), в общей сложности выделив более 30 млн долл. на проект. Кроме того, на некоторых из шести тарелок прикреплены металлические таблички с именами тех меценатов, на чьи деньги та или иная тарелка куплена.
В конце апреля 2011 года телескопы были выключены из-за отсутствия финансирования. Об этом исполнительный директор института SETI Том Пирсон сообщил в письме к спонсорам. В июле Институт SETI провёл сбор добровольных пожертвований для запуска телескопов. Организаторы сбора средств утверждали, что для возобновления работы достаточно собрать 200 000 $. 
В августе 2011 года необходимая сумма для краткосрочного функционирования была собрана.